# Thomas Schreijäck
Thomas Schreijäck (* 14. Mai 1953 in Meßkirch) ist ein deutscher römisch-katholischer Theologe.

## Leben
Schreijäck studierte römisch-katholische Theologie, Philosophie und Pädagogik an der Universität Mainz, an der Universität Basel, an der Universität Salzburg und an der Universität Freiburg. Von 1993 bis 1995 war Schreijäck als Professor an der Universität Kiel für Katholische Theologie tätig. Von 1995 bis 2020 war Schreijäck Professor für Pastoraltheologie, Religionspädagogik und Kerygmatik an der Universität Frankfurt tätig.

## Schriften
- mit Knut Wenzel: Weltkirchliche Grundoptionen: 30 Jahre Puebla. Erinnerung und Impulse für die deutschsprachige Theologie und Glaubenskommunikation. Lit Verlag, Berlin/Münster 2009, ISBN 978-3-643-10161-7.
- Menschwerden im Kulturwandel. Kontexte kultureller Identität als Wegmarken interkultureller Kompetenz. Initiationen und ihre Inkulturationsprozesse. Edition Exodus, Luzern 1999.
- Die indianischen Gesichter Gottes. IKO – Verlag für Interkulturelle Kommunikation, Frankfurt am Main 1993.
- mit Josef Sayer, Werner Tzscheetzsch: Pastoral der Befreiung. Eindrücke einer praktisch-theologischen Forschungsreise nach Peru. Arbeitsmaterialien für die Fortbildung. Altenberg 1991.
- Bildung als Inexistenz. Elemente einer theologisch-anthropologischen Propädeutik zu einer religionspädagogischen Bildungstheorie im Denken Romano Guardinis. Herder, Freiburg/Basel/Wien 1989.
- Religionsunterricht heute. Seine elementaren theologischen Inhalte. Mit einem Nachwort von Günter Biemer, in Kooperation mit Albert Biesinger. Herder, Freiburg/Basel/Wien 1989.